# Imbatible
Imbatible és un còmic de l'autor belga Pascal Jousselin, publicat inicialment a la revista setmanal Spirou i més endavant en forma de llibre de còmic. La temàtica és d'un superheroi atípic, el seu objectiu és que el deixin tranquil, i derrota els seus rivals fàcilment amb un super poder que consisteix en moure's entre les vinyetes de forma no lineal trencant la quarta paret i així es pot anticipar als seus rivals. En el còmic apareixen tant alguns rivals o personatges que no tenen cap poder especial com alguns que també tenen poder per alterar el curs normal del còmics, per exemple hi ha un seu company d'aventures que es fa dir Two-D Boy (tuodi segons l'anomena l'Imbatible) i que té el poder de modificar la mida els elements que hi ha al còmic alterant la perspectiva (si allunya un element es fa més petit a les vinyetes següents), així com d'altres personatges que poden alterar el pes de les bafarades, travessar les pàgines del còmic i d'altres.
Ha guanyat diversos premis, entre ells el de la fira de còmic de Bolonya.